# Agnieszka Smołucha
Agnieszka Smołucha właśc. Agnieszka Smołucha-Sładkowska (ur. 24 lipca 1987 w Krakowie) - poetka, studentka historii sztuki na Wydziale Historycznym Uniwersytetu Jagiellońskiego. Jej wiersze ukazały się w takich pismach jak Arterie i Cegła. Współautorka serii przewodników po Włoszech.

## Życiorys
W 2010 jej nowela filmowa Żółta sukienka zdobyła główną nagrodę w konkursie organizowanym przez Studio Munka. Zgodnie z regulaminem konkursu, na podstawie noweli miał zostać zrealizowany film fabularny. W grudniu 2010 zdobyła III nagrodę w Turnieju Jednego Wiersza o Czekan Jacka Bierezina, rozegranym w ramach XVI OKP im. Jacka Bierezina.

## Twórczość
- 2010: Miejsca święte. Asyż, Wyd. Mediaprofit
- 2010: Miejsca święte. Watykan, Wyd. Mediaprofit
- 2011: Miejsca święte. Loreto, Wyd. Mediaprofit

## Nagrody i wyróżnienia
- I nagroda w Ogólnopolskim Konkursie Poetyckim O Wawrzyn Sądecczyzny (2009)
- wyróżnienie w XXIII Ogólnopolskim Konkursie Poetyckim „O liść konwalii” im. Zbigniewa Herberta (2009)
- wyróżnienie w V Ogólnopolskim Konkursie Poetyckim im. Michała Kajki (2009)
- laureatka pierwszej nagrody w konkursie na nowelę filmową (Studio Munka) (2010)